# Tinea lanella
Tinea lanella är en fjärilsart som beskrevs av Pierce och Metcalfe 1934. Tinea lanella ingår i släktet Tinea och familjen äkta malar. Inga underarter finns listade i Catalogue of Life.